# Čínská literatura
Čínská literatura má dějiny dlouhé přibližně čtyři tisíce let. Podle mytologie vynalezl písmo Fu-si, nejstarší historické záznamy, nápisy na věštebných kostech, sahají až do druhého tisíciletí před naším letopočtem. Vynález papíru, tisku na dřevěných destičkách a později knihtisku podnítily rozšíření a rozmach žánrů.
Moderní čínská literatura vzniká na počátku dvacátého století, kdy spisovatelé odmítli tvořit v klasickém jazyce a nahradili ho hovorovým jazykem paj-chua. Nejvýznamnějším moderním spisovatelem je Lu Sün.
Čínská literatura měla silný vliv na literatury sousedních oblastí, zejména v Koreji, Japonsku a Vietnamu, ale i v Mongolsku či Tibetu. Filosofické spisy z Číny se těší celosvětovému publiku. Čínští literáti však i přijímali impulsy ze zahraničí, ať už přišly ve středověku po Hedvábné stezce, nebo v moderních dobách po moři.

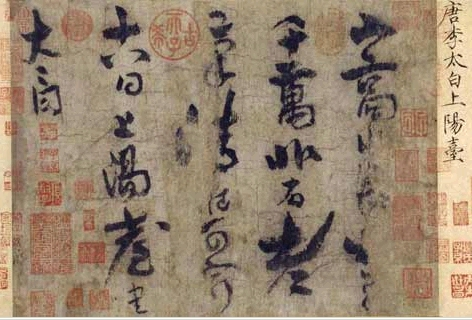
Kaligrafie čínské básně

## Přehled období a žánrů
| Rok            | Dynastie                                     | Psaný jazyk                           | Hlavní autoři                                                               | Poezie                      | Próza             | Fikce                   | Divadlo                           | Ústní tradice                   |
| -------------- | -------------------------------------------- | ------------------------------------- | --------------------------------------------------------------------------- | --------------------------- | ----------------- | ----------------------- | --------------------------------- | ------------------------------- |
| 1570 př. n. l. | Dynastie Šang                                | Nápisy na kostech                     |                                                                             |                             |                   |                         |                                   |                                 |
| 1046 př. n. l. | Dynastie Čou                                 | Klasická čínština                     | Konfucius, Mencius, Lao-c’, Čuang-c’, Sun-c’, Čchu Jüan Mocius, Chan-fej-c’ |                             |                   |                         |                                   |                                 |
| 221 př. n. l.  | Dynastie Čchin, Dynastie Chan a Dynastie Sin | Klasická čínština                     | S’-ma Čchien, S’-ma Siang-žu, Ťia I, Cchao Cchao, Pan Ku                    | jüe-fu 乐府                 | š’ 史, wen 文, fu |                         |                                   |                                 |
| 220            | Období rozdělení                             | Klasická čínština                     | Cchao Pchi, Tchao Jüan-ming                                                 | jüe-fu, ku-š’ 古诗          | pchien-wen 骈文   | povídka siao-suo 小说   |                                   | pien-wen 变文                   |
| 618            | Dynastie Tchang                              | Klasická čínština                     | Li Po, Tu Fu, Chan Jü                                                       | ťin-tchi-š’ 近体诗, cch’ 词 | ku-wen 古文       | čchuan-čchi 传奇        |                                   |                                 |
| 960            | Dynastie Sung                                | Klasická čínština                     | Wang An-š’, Su Š’                                                           | cch’ 词                     | pi-ťi 笔记        | pi-ťi siao-šuo 笔记小说 |                                   | chua-pen 话本, pching-chua 评话 |
| 1279           | Dynastie Jüan                                | Klasická čínština                     | Š’ Naj-an, Luo Kuan-čung                                                    | čchü 曲                     |                   |                         | ca-ťü 杂剧                        |                                 |
| 1368           | Dynastie Ming                                | Klasická čínština a Hovorová čínština | Wu Čcheng-en, Feng Meng-lung                                                |                             | pa-ku-wen 八股文  | povídka siao-šuo 小说   | čchuan-čchi 传奇, kchun-čchü 昆曲 |                                 |
| 1644           | Dynastie Čching                              | Klasická čínština a Hovorová čínština | Pchu Sung-ling, Cchao Sue-čchin                                             |                             |                   |                         | ťing-ťu 京剧, ti-fang-si 地方戏   | tchan-cch’ 弹词, ta-ku 大鼓     |
| 1912           | Čínská republika                             | Hovorová čínština od roku 1919        | Lu Sün, Mao Tun, Kuo Mo-žo, Lao Š’, Pa Ťin                                  | Nová poezie 新诗            | san-wen 散文      | novely, romány          | chua-ťü 话剧                      | siang-šeng 相声                 |
| 1949           | Čínská lidová republika                      | Hovorová čínština                     | Chao Žan, Kao Sing-ťien                                                     |                             |                   |                         | revoluční opera                   |                                 |

## Nejstarší literatura
Nejstaršími písemnými záznamy jsou nápisy na věštebných kostech. Nejstarší z nich pochází ze 14. století př. n. l., jejich tvorba spadá do období dynastie Šang a počátku dynastie Čou. Z pozdějšího období se zachovaly nápisy na bronzu. V období dynastie Čou vzniklo i pět klasických knih konfuciánského kánonu (I-ťing, Š’-ťing, Šu-ťing, Li-ťi a Letopisy jar a podzimů). Významným zdrojem pro ranou literární tvorbu byla staročínská mytologie.
Dalším významným obdobím v rozvoji čínské literatury je doba po 6. století př. n. l., kdy se v souvislosti s rostoucím politickým bojem o moc rozvíjejí různá filosofická učení a teorie o společnosti, která řešila problém ideální vlády a otázku společenských vztahů mezi jednotlivci. Hodně myslitelů se v nich snažilo zachytit principy, kterými se řídí lidské jednání a využít je ve prospěch společnosti. V dílech filozofů se dále rozvíjel literární jazyk a byl vypracován živý a pružný styl diskusí, polemik, přirovnání a trefných formulací. V tomto období působili významní filozofové Konfucius, který napsal známé Hovory, Mocius a do 4. století př. n. l. bývá datováno dílo taoisty Lao-c’ Tao Te ťing. Jednotlivé filozofické názory se dále prohlubovaly a vyhraňovaly během 4. - 3. století př. n. l., kdy působili Mencius, Sün-c’, taoista Čuang-c’ a hlasatelé politického utilitarismu, tzv. legalisté, z nichž nejvýznamnější byl Chan Fej.
Vedle filozofické prózy existovala i historiografická próza, která je v raném období zastoupena díly Cuoův komentář, Promluvy ze států a Letopisy mistra Jena. V období válčících států vznikala díla o vojenství, mezi která se řadí Sun-c’, Letopisy pana Lü a Plány válčících států. Do této doby se datuje i sepsání mytologického zeměpisu Číny Šan-chaj-ťing (Kniha o horách a mořích) a fantastický cestopis Mu tchien-c’ čuan (Příběhy Mua, prince nebes).
Za dynastie Čou došlo také ke vzniku prvních poetických textů, nejvýznamnější je sbírka Písně z Čchu, připisovaná prvnímu čínskému básníkovi Čchü Jüanovi. Vyvinula se i první básnická forma, známá jako popisná báseň fu.

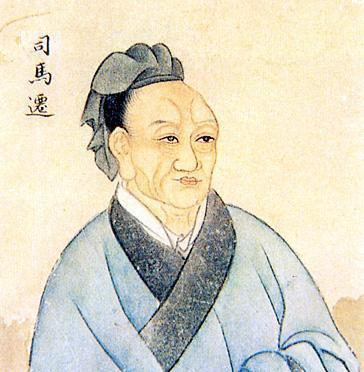
Historik S’-ma Čchien

## Dynastie Chan
Období sjednoceného impéria dynastie Chan svým způsobem uzavírá čínský starověk. Chanové zásadně změnili strukturu čínské společnosti zavedením centralizovaného státu spravovaného byrokratickým aparátem. Potlačení rovnosti aristokracie, zřízení státních zkoušek, ke kterým měl alespoň teoreticky přístup každý bez ohledu na sociální původ, kodifikace oficiálního psaného jazyka, úprava písma a množství dalších opatření hluboce ovlivnily rozvoj čínské literatury a kultury obecně.
V kulturním slova smyslu byla dynastie Čou tvůrčím obdobím velké klasické a filozofické literatury Číny, zatímco dynastie Chan, ačkoli také výrazně tvořivá, byla současně prvním obdobím, kdy byly spisy minulosti systematicky sbírány, vydávány a komentovány. V tomto období (asi 100 př. n. l.) vzniká první "univerzální" historie Číny, Zápisky historika od S’-ma Čchiena. Na jeho tvorbu navázal o 200 let později protikonfuciánsky zaměřený historik Pan Ku v díle Chan Šu. Kromě prozaických žánrů se rozvíjelo i politické a filosofické písemnictví, významnými filozofy byli Liou An, který napsal dílo Mistr z Chuaj-nanu, a Wang Čchung.
Vedlejším důsledkem sběratelské a editační činnosti je rozvoj textové kritiky a filologie. Vzniká slovník Šuo-wen ťie-c’, ve kterém se poprvé třídí a analyzují čínské znaky. Ve Velké předmluvě ke Knize písní jsou položeny základy čínské poetiky, je stanoven návod k tomu, jak číst a chápat poezii.
Obrovským vývinem prošla v období dynastie Chan poezie. Lyrická tradice započatá v Písních z Čchu se rozvíjela v žánru fu, ve kterém tvořili básníci S’-ma Siang-žu, Čuo Wen-ťun a Ťia I. Z básní v díle Kniha písní se vyvinula forma starých básně ku-š’. Lidovou tvorbou byly ovlivněny písně jüe-fu, kvůli kterým chanský císař Wu-ti založil Úřad pro hudbu, jehož úředníci sbírali písně ze všech oblastí říše a vydali je ve sbírce Devatenáct starých básní.

## Období mezi dynastiemi Chan a Tchang
Čtyři staletí mezi pádem dynastie Chan (220) a nastolením dynastie Tchang (618) jsou obdobím politické nestability a krvavých válek. Země byla rozdělena, na trůně se rychle střídaly dynastie, sever země ovládli na dlouhou dobu "barbaři" a dochází k přesunu těžiště kultury na jih. Tato doba, v politických dějinách zpravidla chápaná jako období úpadku, byla pro čínskou kulturu mimořádně plodná. Do země pronikaly vlivy středoasijské, šířil se buddhismus, došlo k novému rozkvětu taoismu. Projevují se nové žánry, vliv indické literatury přinesl výpravnost, nadsázku, barvitost. V tomto myšlenkovém prostředí působili skvělí básníci, ke kterým vzhlíželi s obdivem pozdější básníci: Cchao Č’, Žuan Ťi, Sie Tchiao či Tchao Jüan-ming, jehož životní osudy a tvorba se staly inspirací pro mnohé básníky pozdějších dob.
V této době vznikla zásadní a později nepřekonaná díla čínské literární kritiky a estetiky, zejména Wen-sin tiao-lung (Duch literatury vyřezávaný do draků) a Wen-fu (Popisná báseň o literatuře) z počátku 6. století. Zároveň byly vytvářeny antologie prózy a poezie, jejichž vliv sahá za hranice tohoto období (antologie Wen-süan).
Konstituuje se reflexivní lyrika, která mě charakter osobního vyznání. Dále vzniká přírodní lyrika a příležitostná báseň jako součást společenského styku. Na dvorech jižanských dynastií a v aristokratických domech se pěstovala vytříbená kultura a vznikala zde tzv. palácová poezie, často s milostnou tematikou, která je spojována zejména se jménem básníka Šen Jüe.
S dvorským prostředím jižních dynastií je také spojován vznik paralelní prózy pchien-tchi-wen, umělého literárního útvaru, ve kterém byla výpověď podřízena komplikované formě. V próze vzniká i žánr siao šuo, což v překladu doslova znamená malé vyprávění, jde o krátké fiktivní příběhy o setkáních s nadpřirozenými bytostmi či o skutcích slavných lidí.

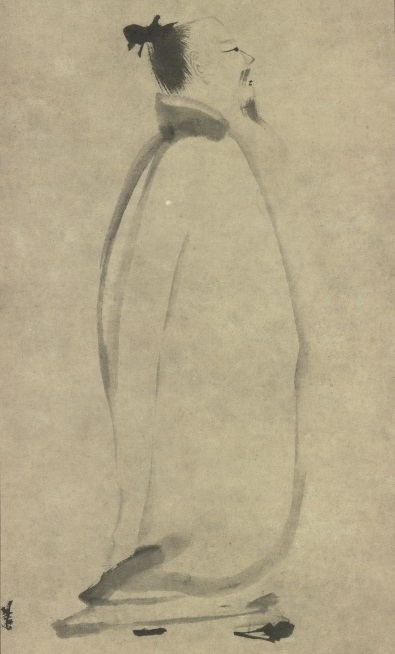
Nejvýznamnější čínský básník Li Po

## Dynastie Tchang
Dynastie Tchang (618-907) představuje vrchol císařského období v Číně, proto není překvapující, že i literární tvorba za dynastie Tchang tvoří jednu nejvýznamnějších částí čínského literárního dědictví. Nejvýznamnějším žánrem v této době je poezie. V jednom kompendiu básní z tohoto období se vyskytuje více než 40 000 básní. Reprezentativní výběr toho nejlepšího z poezie dynastie Tchang nabízí antologie básni pod názvem Tři sta básní dynastie Tchang.

### Poezie
Důvodem neobyčejné básnické tvorby v tomto období je obecný vzestup kultury, ke kterému došlo sjednocením říše pod jedním vládnoucím rodem a tím podmíněný stav klidu a míru. Mnoho císařů tohoto panovnického rodu, kteří se sami proslavili jako spisovatelé, byli velkými přáteli básníků a literátů, nejschopnější z nich zvali na svůj dvůr a velkolepě odměňovali. Úředníci museli prokázat nejen schopnosti odpovídající jejich úřadu, ale museli se věnovat i literatuře. Od doby císaře Kao-cunga (vládl v letech 649–683) bylo skládání básní předmětem státních císařských zkoušek. Císařské zkoušky kromě toho požadovaly, aby žadatelé ovládali kanonické texty (pět klasiků a čtyři knihy). Úřady byly přidělovány podle odbornosti, nikoli dědičnosti. V tomto období došlo k oživení styků se zeměmi na západ od Číny. Jedním z výsledků bylo zavedení cizí hudby do Číny, což ovlivnilo čínskou hudbu a metriku básní.
Píší se zejména básně v novém stylu ťin-ťi-š’, ale hojně se vyskytují i formy, které vznikly v předešlých obdobích. Třemi vrcholnými básníky jsou Wang Wej, Tu Fu a Li Po, který je navíc označován za nejlepšího čínského básníka vůbec. Dalšími významnými básníky byli Kao Š’, Cchen Šeng, Chan Jü a Po Ťü-i.
Od poloviny osmého století se začíná turbulentní období s mnoha válkami. To však neovlivnilo tvorbu, naopak do v literatuře přibyly politické a sociální motivy, války, utrpení lidu. Jiným důsledkem tohoto vývoje je odvrácení se mnoha autorů od společnosti a poustevnický život.

### Próza
Vyvíjí se však i próza. Vzniká žánr zvaný tchangská novela, což jsou příběhy s fantastickými náměty. Od sedmého století, kdy vzniká propast mezi hovorovým a psaným jazykem, se začíná šířit literatura založená na hovorovém jazyce paj-chua (který se liší od klasického). Tento typ literatury vzniká nezávisle na vysoké literatuře v buddhistickém prostředí. Zpočátku se jednalo o veřejné vyprávění dobrých příběhů - příkladů, výklad podstaty víry a zároveň populárně pojaté příběhy, vše s cílem prosadit buddhismus. Primárně náboženské texty se sekularizovaly a později byly sepsány. Literatura psaná v paj-chua byla omezena na nižší vrstvy a s vysokou literaturou nekomunikovala.
V 9. století dochází k určitému obratu ve vztahu k buddhismu, který zpočátku podporovali i tchangští císaři. Jedním z prvních příznaků je vystoupení básníka a myslitele Chan Jü, který hlásá obnovu konfucianismu a v jazyce návrat k prostému stylu doby Chan. Na jeho výzvy, obsažené v Memorandu o Buddhově kosti, navazuje hnutí na starý styl, ku-wen.

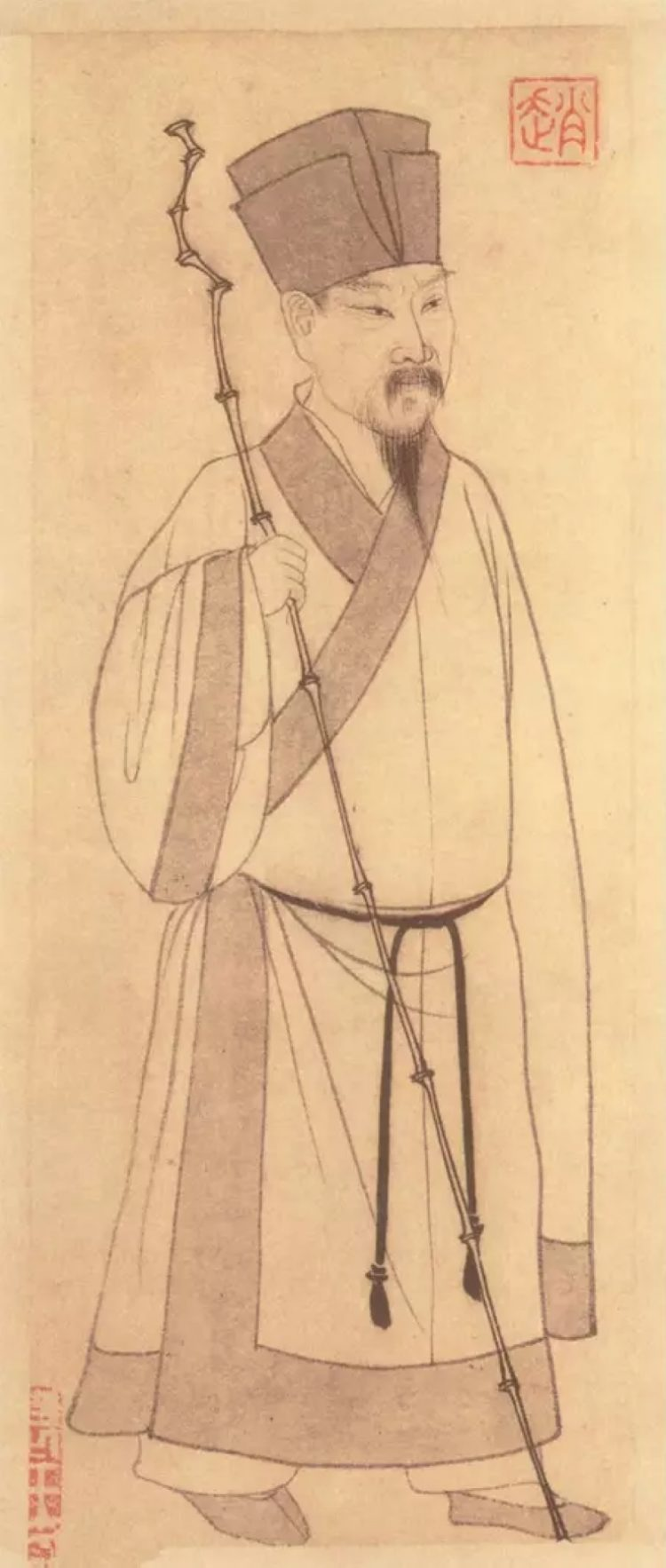
Básník Su Š' z dynastie Sung

## Dynastie Sung
I když byla dynastie Sung (960 - 1279) poměrně slabá a nestabilní, literatura se v této době rychle rozvíjela ve více žánrech. Důležitým mezníkem byl vynález knihtisku a zejména tištěné knihy. Sepisovaly se encyklopedie, vytvářely se projekty sepsání konfuciánského kánonu a antologie starých textů.
V oblasti poezie pokračuje tradice psaní básní ve formě š' (诗), započatá již v dynastii Tchang. Nejvýznamnějším básníkem formy š' v tomto období je Ou-jang Siou. Důležitějším a dominujícím poetickým žánrem však jsou však básně ve formě cch’ 词, která v tomto období dosáhla vrcholu v dílech básníků Su Š’ (známý také jako Su Tung-pcho), Liou Jang a Li Čching-čao.
Za dynastie Sung dochází k rychlé urbanizaci a bouřlivému růstu měst. S tím souvisí i rozvoj populární literatury. V období dynastie Sung jsou oblíbené krátké dobrodružné zápisky a anekdoty pi-ťi. Jednoduchá vyprávění chua-pen určená širokým vrstvám se dotýkají každodenních témat, mnoho z nich se týká i zbojnických či milostných témat. Témata jsou často vulgární až neslušná kvůli snaze upoutat pozornost prostých lidí. Prozaické žánry se v tomto období staly základem pro rozvoj románové tvorby v obdobích následujících.
Příběhy obsažené v těchto prozaických útvarech se často přednášely na městských tržnicích a bazarech. Z těchto improvizovaných představení se v období mongolské dynastie Jüan vyvinulo čínské drama.

## Dynastie Jüan
Po ovládnutí Číny Mongoly (1271 - 1368) byla čínská vrstva učenců z velké části eliminována, zbylí učenci nechtěli pracovat ve státních službách a zakládali soukromé akademie. Vysoká literatura se tak soustředí zejména na vědu a techniku, hlavně matematiku, navigaci, medicínu a geografii.
V této situaci je na vzestupu populární literatura. Vystoupení z tržnic se vyvinula v dominantní žánr období - mongolského dramatu. Psala se tzv. opera ca-ťü, jejíž součástí byly árie čü a san-čü. Nejvýznamnějšími dramatickými díly jsou opery Letní sníh od Kuan Chan-čchinga, nejproduktivnějšího autora dramat, Příběh západní komnaty od Wang Š’-fua, Podzim v paláci Chanů od Ma Č’-jüana a Příběh o loutně od Kchao Minga.
V oblasti prózy pokračuje tradice chua-penů. Dalším výrazným zdrojem inspirace se staly historické kroniky, na základě kterých vznikaly první romány. Dva ze čtyř klasických románů čínské literatury vznikly v této době. Jsou jimi Příběhy od jezerního břehu od Š’ Naj-ana a Příběhy Tří říší od Luo Kuan-čunga.

## Dynastie Ming
V období dynastie Ming (1368 - 1644) došlo k vyvrcholení předešlých trendů, když kulminovala urbanizace, poptávka po populární literatuře a její komercializace. Největší popularitě se těší chua-peny, které jsou sbírány a šířeny. Nejvýznamnějšími editory chua-penů jsou Feng Meng-lung a Ling Meng-čchu. Nadále se píší i romány, mezi klasické romány se řadí Putování na západ od Wu Čcheng-ena a známý je i anonymní román Ťin Pching Mej (Švestkové květy ve zlaté váze).
Mění se forma divadelních her, které se píší delší, lyričtější a subjektivnější. Díky délce již nejsou určeny k předvádění, ale ke čtení, dochází k literalizaci divadelních her. Drama se z oblasti populární literatury pozvedlo do vysoké kultury. Nejvýznamnějším autorem mingského dramatu, tzv. čchuan-čchi, je Tchang Sien-cu a jeho dílo Pivoňkový pavilon. Významná je i sbírka jüanských her Jüan-ču-suan.

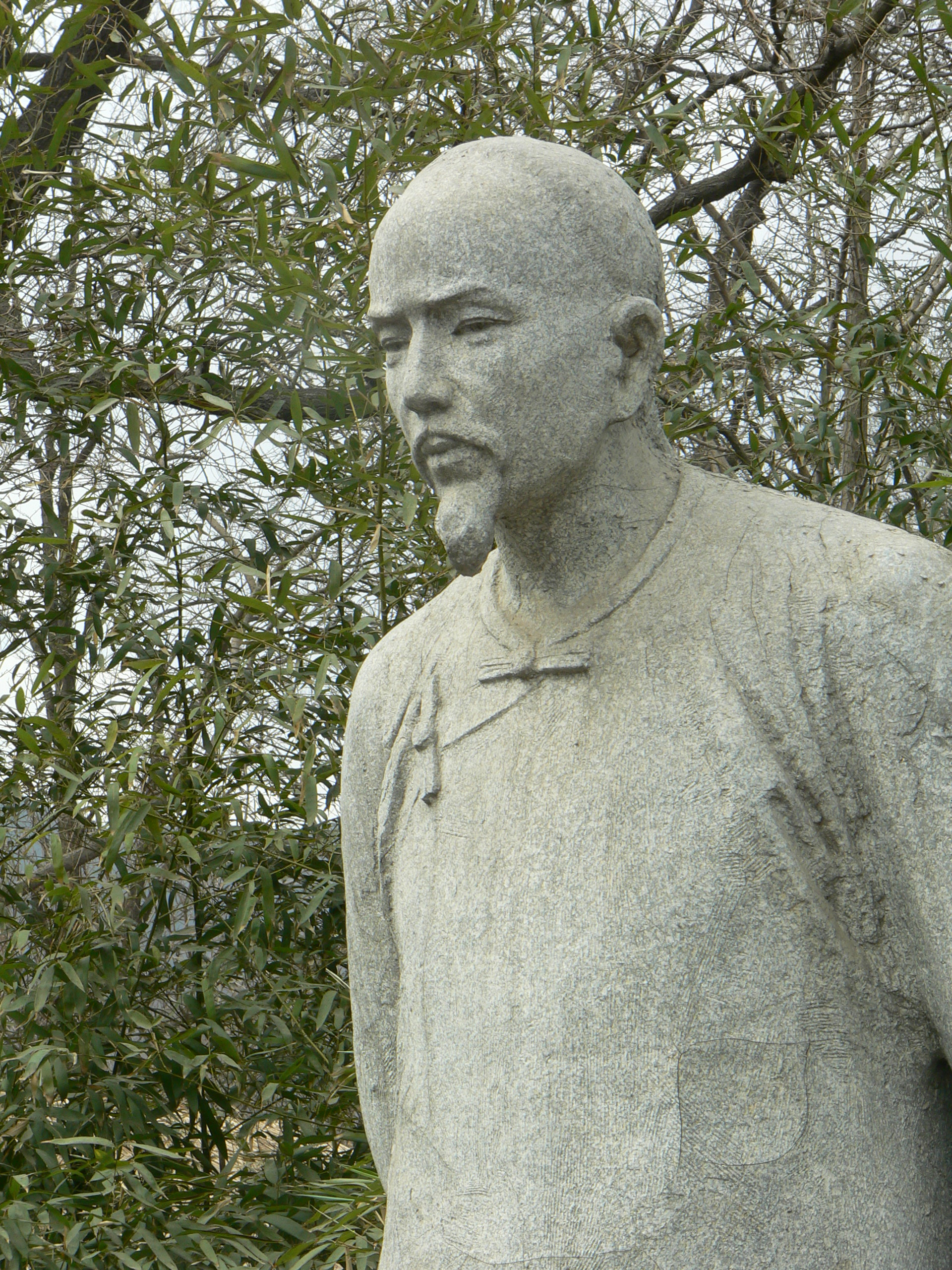
Socha Cchao Süe-Čchina

## Dynastie Čching
Za mandžuské dynastie Čching (1644 - 1911) se projevuje silná tendence císařského dvora být patronem všeho umění. Na jedné straně vládci podporují vzdělance, na straně druhé vyžadují konformitu a zakazují soukromé knihovny. Roste kvalita knihtisku, ale i cenzury. Při císařském dvoře vznikla sbírka Úplná knihovna ve čtyřech koších, která má obsahovat všechny dosud napsané texty v klasickém jazyce. Vyšlo souborné vydání tchangských básní a velký slovník Kchang Si. Rozvíjí se literární kritika, jejíž dva hlavní proudy jsou reprezentovány autory Šen Te-čchienem a Wang Š’-čenem. Mimo hlavní proud stojí básníci Jüan Mej a etnický Mandžu Na-lan Sing-te.
V próze se popularitě těší zápisky pi-ťi, jsou editována a napodobována díla z období dynastií Tchang a Sung. Nejvýznamnějším autorem tohoto žánru je Pchu Sung-ling, který vydal sbírku Podivné příběhy z čínského studia. Vyvrcholením čínské románové tradice je jedno z nejvýznamnějších děl čínské literatury, román Sen v červeném domě od Cchao Süe-čchina. Na tradici literárních zápisků pi-ťi navazuje román Literáti a mandaríni spisovatele Wu Ťing-c’.
V období dynastie Čching vrcholí dramatická tvorba v dílech Palác věčného mládí dramatika Chung Šenga a zejména ve Vějíři s broskvovými květy od Kchung Šang-žena. Obě hry, psané ve stylu mingských čchuan-čchi, reagují na pád dynastie Ming a podrobení si Číny barbary z Mandžuska.
V 19. století se prohlubují styky Číny se západem, důsledkem čehož je nárůst překladové literatury a rozvoj žurnalistiky. Nejvýznamnějšími překladateli byli Lin Šu, který překládal západní romány do klasické čínštiny, a Jen Fu, jehož překlady Charlese Darwina a Aldouse Huxleyho přinesly do Číny sociální darwnismus. Na poli žurnalistiky byl nejvýraznější osobou Liang Čchi-čchao, který vydával časopis Sin-min Čchung-pao (Časopis nového občana), psal politické romány a překládal díla západních filozofů.
V roce 1905 byly zrušeny císařské zkoušky a následně dochází obrovskému nárůstu literatury fikce, protože učenci nacházeli v literatuře nový zdroj uplatnění. Stylisticky je tato literatura směsí čínské novelistické tradice a západních vlivů, obsahově se věnovali současným tématům - sociálním problémům, historickým změnám a měnícím se etickým hodnotám.

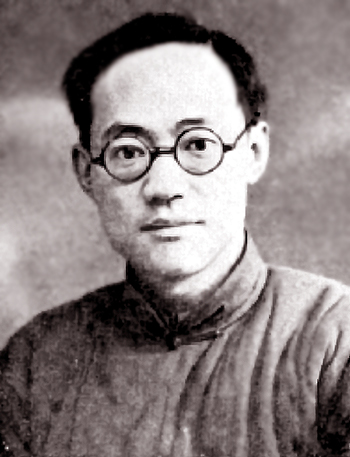
Spisovatel Pa Ťin

## Čínská republika
Tendence, které se projevily za Čínské republiky (1911 - 1949), mají své zárodky na konci dynastie Čching. Po prohraných válkách v 19. století se dostavila krize národní identity a intelektuálové se chtěli vymanit z tradice. Zavržení tradice se završilo během Hnutí za novou kulturu (1917 - 1923), kdy literární reformisté Chu Š’ a Čchen Tu-siou prohlásili klasický jazyk za mrtvý a literatura se měla od té doby psát jen v mluveném jazyce. Byly překonány tradiční konfuciánské doktríny a přejímaly se náměty ze západu a zejména z Japonska.
Literární scéně dominovaly v prvních letech po pádu císařství roku 1911 populární milostné příběhy, některé z nich psané v klasickém jazyce, jiné zas v hovorovém. Tato zábavná beletrie byla označena reformisty jako "beletrie mandarínských kačenek a motýlků", a přestože ji progresivní spisovatelé odmítali, měla více čtenářů než sociálně angažovaná literatura.
Za zakladatele moderní čínské prózy se považuje Lu Sün. Byl první, kdo začal psát v mluveném jazyce (ještě před Hnutím za novou kulturu), psal sociálně-kritickou prózu a proto byl vyzdvihován komunistickou stranou Činy. Dalšími významnými prozaiky této doby jsou Pa Ťin, Lao Še, Mao Tun, Kuo Mo-žo a Šen Cchung-wen. Mezi žánry převažuje románová tvorba.
Pokud bylo básnictví v mandžuské době až na ojedinělé výjimky zcela sterilní, v období Čínské republiky se navzdory všem těžkostem a úsilí o novou formu i v čínské poezii objevuje množství velkých básnických osobností, jako Sü Č’-mo, ovlivněný zejména anglickou romantickou poezií, Wen I-tuo, literární kritik a tvůrce nových poetických forem a obrazů, křehká a jemná básnířka Ping Sin, jejímž vzorem byl indický držitel Nobelovy ceny Rabíndranáth Thákur, a zejména za Druhé světové války se prosazuje silná osobnost básníka Aj Čchinga. Romanticko-vášnivé básně psal i již zmíněný Kuo Mo-žo a symbolismus šířil svými básněmi Lin Ťin-fa.
Složité problémy nové literatury vedou k rozvoji literární kritiky a teorie. V počátečním období měli na vývoj literatury velký vliv úvahy Čchen Tu-sioua, Chu Š´, Čou Cuo-žena, Čou Janga a dalších. Historii čínského divadla studoval Wang Kuo-wej, dějiny čínského románu a vypravěčské tradice analyzoval největší čínský literární historik Čeng Čen-tuo a novější formy populární literatury historik a kritik A Jing.